# Médios de Larissa
Médios ou Médeios (en grec ancien Mηδιoς / Mèdios) est un Compagnon (hétaire) d’Alexandre le Grand et un amiral d'Antigone le Borgne durant les guerres des Diadoques à la fin du IVe siècle av. J.-C. Il semble avoir bénéficié d'une place de faveur à la fin du règne d'Alexandre ; c’est lui qui organise le dernier banquet du roi à Babylone fin mai 323 av. J.-C.

## Famille
Fils d'Oxythémis, Médios appartient à la famille princière de Larissa en Thessalie. Il est probablement le frère d'Hippostratos, gouverneur de Médie en -316, et l'oncle d'Oxythémis, général macédonien.
Il est probablement le grand-père de l'historien Médios (Medeios). Ses descendants ont probablement fait souche à Athènes, ou ils font partie de l'aristocratie au IIe siècle av. J.-C. 

## Carrière sous Alexandre
Il est mentionné parmi les triérarques (financeurs) de la flotte descendant la vallée de l’Indus en 326 av. J.-C. sur ordre d'Alexandre, signe de sa fortune et de son rang. C’est l’unique mention de lui dans le cadre d'une opération militaire.
Au titre de Compagnon du roi, il apparaît être à la cour l’un des Grecs (non précisément Macédoniens) de plus haut rang avec Eumène de Cardia, Néarque et Onésicrite. Plutarque le présente comme un sycophante et un adepte de beuveries ; d'après le moraliste, Médios est « pour ainsi dire, le maître et le coryphée sophiste du chœur des flatteurs entourant Alexandre (…) ».

## Le dernier banquet d'Alexandre
Le dernier banquet d'Alexandre est connu grâce aux Éphémérides royales tenues par Eumène de Cardia, et dont Plutarque et Arrien se font l’écho. À Babylone, les 30 et 31 mai 323 av. J.-C., il reçoit dans sa demeure Alexandre et offre un komos, banquet dionysiaque.
Le roi tombe malade le lendemain et meurt le 10 juin. Les auteurs de la Vulgate d'Alexandre se font l'écho d'une rumeur qui accuse à partir de 317 les fils d'Antipatros d'avoir empoisonné le roi lors du banquet offert par Médios. Cette rumeur aurait été reprise par Clitarque, historien contemporain des Diadoques, dont l'œuvre inspire en droite ligne les auteurs de la Vulgate qui font eux part de cette théorie de l'empoisonnement mais sans véritablement la cautionner. Cette rumeur est en tout cas contestée par Arrien et Plutarque qui l'a considère comme une invention d'Olympias. Agissant sur ordre d'Antipatros, qui entend conserver la régence de Macédoine, Cassandre aurait confié le poison à son jeune frère, Iolas, échanson du roi, complice et amant de Médios, pour faire boire le poison à Alexandre. Plutarque écrit, sans y croire, que la rumeur accuse Aristote, dont le neveu Callisthène a été exécuté, de s'être procuré le poison. On peut objecter que Médios apparaît être un ami proche du roi ; en outre, Plutarque affirme clairement que cette rumeur a été propagée par Olympias, à partir de 317, au moment où la reine-mère, qui entend bafouer la mémoire des Antipatrides, fait profaner la tombe de Iolas, récemment mort.

## Durant les guerres des Diadoques
Après la mort d'Alexandre, Médios suit la fortune d'Antigone le Borgne. En 314 av. J.-C., il vainc la flotte des Pydnéens qui ont pris le parti de Cassandre. Puis en 313, il occupe Milet aux dépens d'Asandros, le satrape de Carie dont la cité dépend, alors qu'Antigone a promis la liberté aux cités grecques. Il est alors rejoint par Télesphore, le neveu d'Antigone, mais Cassandre les défait à Oraioi sur l'île d'Eubée en 312. Il débarque ensuite avec une flotte de 150 navires en Béotie alors sous la domination de Ptolémée. Après quoi il retourne en Asie auprès d’Antigone. 
À la bataille de Salamine de Chypre en 306, il commande l'aile gauche de la flotte de Démétrios. Il semble aussi avoir accompagné Antigone dans son expédition infructueuse contre l'Égypte ptolémaïque la même année ; après ces épisodes, il n'y a plus trace de lui. Il est cité par Strabon à propos d'une description de l'Arménie d'une manière qui amène à penser qu'il aurait pu mener quelques travaux historiques, pour autant aucune autre mention de lui n'est faite en tant qu'historien. Il est associé à Cyrsilos de Pharsale, dont le statut précis (éditeur, secrétaire ou écrivain postérieur) reste inconnu.

## Sources antiques
- Arrien, Anabase [lire en ligne].
- Diodore de Sicile, Bibliothèque historique [détail des éditions] [lire en ligne], XIX, XX.
- Plutarque, Vies parallèles [détail des éditions] [lire en ligne], Alexandre.
- Strabon, Géographie [détail des éditions] [lire en ligne], XI, 14.
- Les quelques fragments de son œuvre historique sont compilés dans Fragmente der griechischen Historiker, 129 (Cyrsilos de Pharsale est le numéro 130).